# Vucub Caquix
Vucub Caquix (en idioma quiché moderno Wuqüb' Kaqix, nombre de la Osa Mayor, también conocido con el nombre Siete Guacamayo para los españoles y citado en algunos vasos maya-ch’olti’es con el nombre de Itz’am Yeh) es un personaje de la mitología maya presente en las estelas de Izapa, México y en el libro quiché del Popol Vuh. En sus apariciones, Vucub Caquix es descrito como un pájaro demonio y un falso dios solar derrotado por los dioses gemelos Hunahpú e Ixbalanqué, también fue el padre de Zipacná, una criatura del inframundo y de Cabrakán, el dios del terremoto. El mito de Vucub Caquix era conocido desde el periodo preclásico mesoamericano tal como se representa en la estela 2 y la estela 25 de Izapa en México la cual es su representación más antigua y el antecedente de la historia que fue narrada en el Popol Vuh varios siglos después.

## En las estelas de Izapa
La estela 25 del sitio arqueológico de Izapa en México contiene la representación más antigua de Vucub Caquix, en este antiguo monumento datado alrededor del 300 al 250 antes de Cristo se representa la escena mitológica en la que Hunahpú, uno de los dioses gemelos, pierde su brazo enfrentando a Vucub Caquix. En la estela se puede observar a Hunahpú armado con una cerbatana y con su brazo mutilado mirando a Vucub Caquix en las alturas mientras este sostiene su brazo cercenado. La estela 25 se conecta con la estela 2 de Izapa, en este monumento se ilustra el enfrentamiento entre los dioses gemelos Hunahpú e Ixbalanqué con Vucub Caquix. Esta escena mitológica que data del periodo preclásico mesoamericano es el antecedente de la narrativa presente en el Popol Vuh escrito varios siglos después.

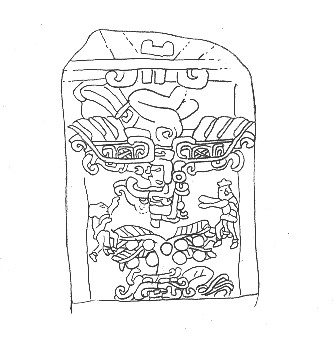
Estela 2 de Izapa, México.

## En elPopol Vuh
Vucub Caquix vivía en la época de la Eterna Noche (Aq'ab'). Él tenía niñas del ojo color plateado, dientes de oro y un pico de plata. Vucub Caquix se iba por la tierra y decía: «¡Yo soy el dios del sol!». Sus hijos, Zipacná y Cabrakán, también decían de ser dioses. Todavía estas eran solo mentiras.
Dos dioses gemelos nombrados Hunahpú e Ixbalanqué hablaron con el Dios del Cielo y decidieron de matar a Vucub Caquix. Hunahpú tomó a su cerbatana y trató de cazar a Vucub Caquix mientras comía fruta, y lo golpeó en la mandíbula. Tal como se mostró originalmente en la estela 25 de Izapa, Vucub Caquix sobrevivió y enfurecido, cortó el brazo de su adversario y lo puso en una olla para cocerlo.
Hunahpú e Ixbalanqué pidieron ayuda a una pareja de ancianos, Zaqui Nim Ak y Zaqui Nimá Tzÿz. «Ustedes tendrán que acompañarnos dentro de la casa de Vucub Caquix. Allá, ustedes le quitarán los dientes y los ojos de Vucub Caquix», dijeron los gemelos a los ancianos.
Como pidieron Hunahpú e Ixbalanqué, Zaqui Nim Ak y Zaqui Nimá Tzÿz les acompañaron dentro del palacio de Vucub Caquix. Allá, él pidió ayuda al anciano porqué su mandíbula perforada le causaba dolor. Zaqui Nim Ak le quitó los dientes y las niñas de sus ojos a Vucub Caquix; mientras tanto, Ixbalanqué recuperó al brazo perdido de su hermano y junto a él escapó del palacio.
Vucub Caquix volvió a ser feo, sin dientes ni niñas de los ojos, por lo tanto murió. Junto a él, su mujer murió de dolor, la hermosa Chimalmat. Zaqui Nim Ak y Zaqui Nimá Tzÿz cosieron al brazo de Hunahpú, que volvió a luchar en contra de los malvados junto a su hermano gemelo. Hunahpú e Ixbalanqué mataron también a Zipacná y Cabrakán, hijos de Vucub Caquix.

## Otras fuentes

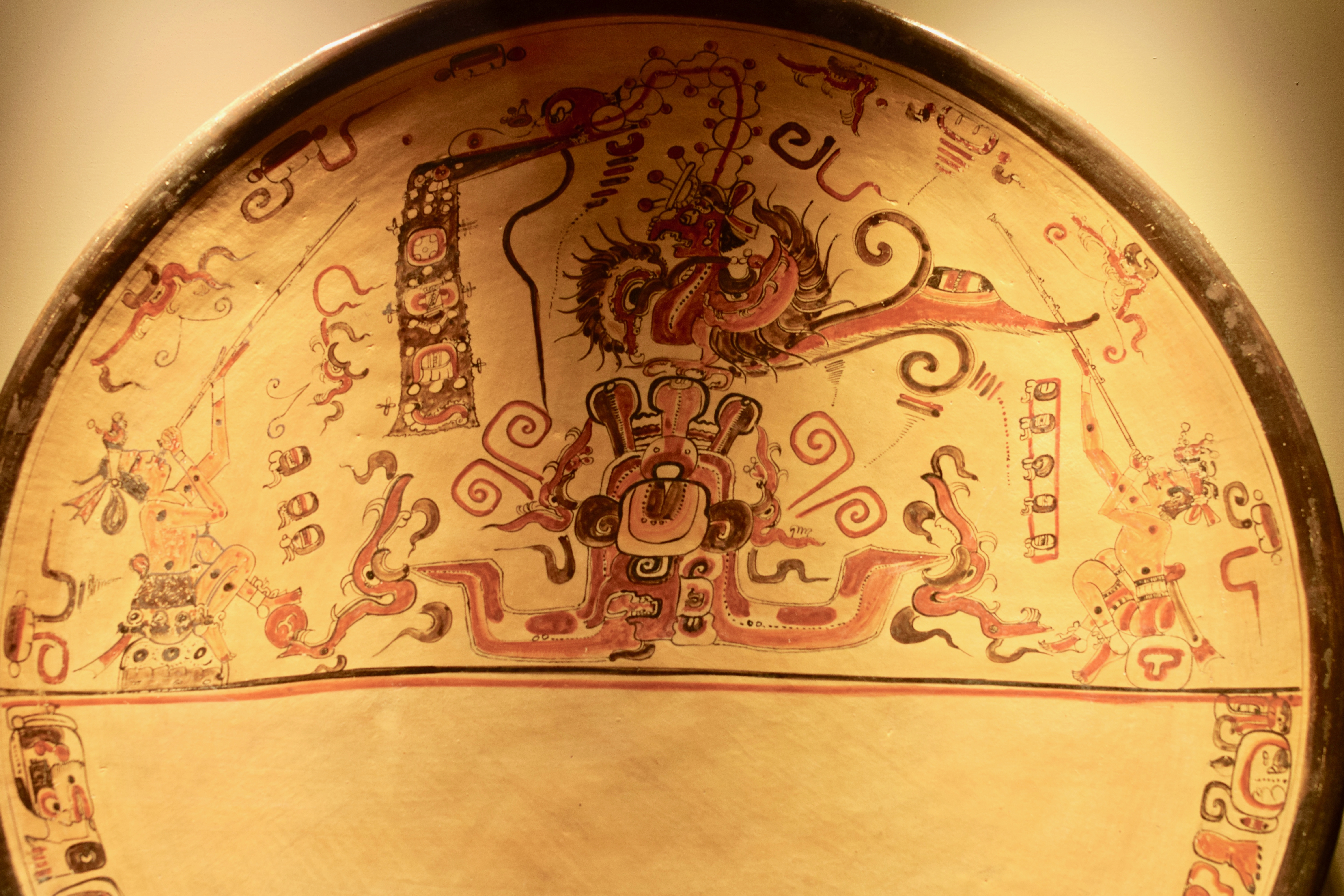
Enfrentamiento de los héroes gemelos contra Vucub Caquix en el Plato Blom, México.

Hay otras imágenes de Vucub Caquix más antiguas que la del Popol Vuh, por ejemplo un vaso maya ch’olti’ con escrita esta frase: «Por medio de Hun Ahaw en el día Hun-Ahaw Ox-K’ank’in Itz’am Yeh entró dentro del cielo».
En estos vasos, el nombre de Vucub Caquix está transformado en «Itz’am Yeh» debido al hecho que en la lengua ch‘olti’, la de la élite maya, «Wuqüb’ Kaqix» no tenía significado ni había manera para transcribirlo.

### Plato Blom
En un plato cerámico de gran dimensión denominado como el Plato Blom datado en el periodo clásico tardío maya descubierto al sur del estado de Quintana Roo en México se encuentra una pintura finamente detallada única en su tipo con la escena mitológica del enfrentamiento legendario entre los gemelos Hunahpú e Ixbalanqué contra Vucub Caquix. La representación que se ilustra en el plato muestra a Vucub Caquix como un gran ave en el medio de la escena parado sobre un árbol mientras a los lados los héroes gemelos Hunahpú a la izquierda e Ixbalanqué a la derecha le disparan con sus cerbatanas para asesinarlo. Este plato de gran calidad iconográfica perteneció a un gobernante de la elite maya local según se registra en una inscripción jeroglífica en la parte inferior.